# Хуан Эмар
Хуа́н Эма́р (исп. Juan Emar, собственно Альваро Яньес, исп. Álvaro Yáñez, 13 ноября 1893, Сантьяго — 8 апреля 1964, там же) — чилийский писатель.

## Биография
Сын известного политического деятеля, дипломата и журналиста, главного редактора столичной газеты «Насьон».
В 1919 году поселился в Париже, учился живописи в Академии «Гранд-Шомьер» на Монпарнасе, сблизился с сюрреалистами, взял псевдоним (от французского выражения j’en ai marre, «я сыт по горло»). В Сантьяго был дружен с поэтом Висенте Уидобро, переводил его стихи с французского, входил в литературную группу «Монпарнас», вел в газете «Насьон» колонку «Заметки об искусстве» (1923—1925), где пропагандировал европейский кубизм и футуризм.

## Творчество
Сочинения не публиковал до 1935 года, когда разом вышли три книги фантастической прозы «Мильтин, 1934», «Один год» и «Вчера», в 1937 году к ним прибавился авангардистский манифест и, вместе с тем, абсурдистская пародия на повести Флобера, сборник новелл «Десять». После этого Хуан Эмар ничего не печатал, хотя писать продолжал. В 1950 году в университете Сантьяго была организована выставка живописных работ Эмара.
Литературная эксцентрика Хуана Эмара была полностью проигнорирована современной ему критикой, признание пришло к писателю лишь в 1970—1980-е годы, когда он был назван крупнейшей фигурой латиномериканской словесности, «чилийским Кафкой», предшественником Хуана Рульфо и Хулио Кортасара. Тогда же началась публикация его гигантского, свыше 4-х тысяч страниц, экспериментального автопародийного романа «Порог» (первая часть — 1977, все пять частей полностью — 1996). Сам Эмар к известности никогда не стремился: «Мои прятки, — писал он, — состояли в том, чтобы ничего, совсем ничего не публиковать, и пусть меня когда-нибудь опубликуют неведомые мне люди, сидящие на ступеньках моей могилы».

## Издания
- Escritos de arte (1923—1925). Santiago de Chile: DIBAM, Centro de Investigación Diego Barros Arana, 1992.
- Antología esencial. Santiago de Chile: Dolmen, 1994.
- Umbral. Santiago de Chile: DIBAM, Centro de Investigaciones Diego Barros Arana, 1996
- Cartas a Carmen: correspondencia entre Juan Emar y Carmen Yáñez (1955—1963). Santiago de Chile: Editorial Cuarto Propio, 1998.
- Notas de arte: Jean Emar en La Nación: 1923-1927. Santiago de Chile: Dirección de Bibliotecas, Archivos y Museos, Centro de Investigaciones Diego Barros Arana; RIL Editores, 2003